# Granges-Narboz
Granges-Narboz es una comuna francesa situada en el departamento de Doubs, en la región de Borgoña-Franco Condado. Tiene una población estimada, en 2019, de 1267 habitantes.

## Demografía[1]
| 302 | 270 | 327 | 290 | 339 | 333 | 320 | 368 | 367 | 366 | 338 | 333 | 313 | 296 | 297 | 295 | 309 | 297 | 268 | 251 | 212 | 222 | 207 | 220 | 182 | 212 | 217 | 249 | 401 | 434 | 519 | 627 | 669 | 1267 |
| Para los censos de 1962 a 1999 la población legal corresponde a la población sin duplicidades (Fuente: INSEE [Consultar]) |     |     |     |     |     |     |     |     |     |     |     |     |     |     |     |     |     |     |     |     |     |     |     |     |     |     |     |     |     |     |     |     |      |